# Mazurka's, opus 7 (Chopin)
De Mazurka's, opus 7 zijn vijf mazurka's die door de Poolse componist Frédéric Chopin werden gecomponeerd. Hoewel de individuele nummering van 5 tot 9 loopt, worden ze binnen het opusnummer doorgaans genummerd van 1 tot 5. Ze werden geschreven in 1830-1831 en gepubliceerd in 1832.

## Mazurka nr. 1 in Bes majeur
De eerste mazurka, in Bes majeur, is wellicht de meest bekende van deze reeks mazurka's. Het eerste thema is levendig en krachtig (vivace) en maakt gebruik van een stijgende melodie, verweven met een antimetrisch ritme en consonante akkoorden in de baspartij. Dit wordt gevolgd door een lyrisch tussenthema (stretto), waarna het beginthema herneemt.
Het tweede tussenthema is iets trager en melancholischer van aard, met een tegendraads ritme. Het werk eindigt met een herneming van het beginthema.

## Mazurka nr. 2 in a mineur
De tweede mazurka is geschreven in a mineur en start met een ingetogen thema. Hoewel het aangeduid is met de tempoaanduiding Vivo, ma non troppo (levendig, maar niet te veel), wordt het werk meestal zeer traag uitgevoerd. Het tweede thema is krachtiger, voornamelijk omdat met dubbele noten en uitgesprokener accenten (staccato) gewerkt wordt. Vervolgens wordt het beginthema herhaald.

## Mazurka nr. 3 in f mineur
De derde mazurka, gecomponeerd in f mineur, start met enkele lange noten, gevolgd door een thema met triolen in de altpartij en gebroken akkoorden in de baspartij. Een kort stretto wordt gevolgd door een bombastischer thema met krachtige basakkoorden en gepunteerde figuren, dat overgaat in een passage waarin de baspartij de melodie overneemt. Alvorens het beginthema te hernemen wordt een vertraagd en uitdovend (smorzando) tussenthema ingelast.

## Mazurka nr. 4 in As majeur
De vierde mazurka, geschreven in As majeur, is kort en omvat een hevig thema (presto ma non troppo), bestaande uit triolen en achtste noten.

## Mazurka nr. 5 in C majeur
De vijfde mazurka, in C majeur, besluit de reeks. Het start met enkele geoctaveerde akkoorden, die meteen een krachtig karakter suggereren. Het enige thema uit het korte werk is grillig van aard en bestaat uit triolen en gepunteerde noten.